# Movila Miresii
Movila Miresii – wieś w Rumunii, w okręgu Braiła, w gminie Movila Miresii. W 2011 roku liczyła 2860 mieszkańców.